# Sphaeralcea crispa
Sphaeralcea crispa är en malvaväxtart som beskrevs av William Jackson Hooker och E. G. Baker. Sphaeralcea crispa ingår i släktet klotmalvor, och familjen malvaväxter. Inga underarter finns listade i Catalogue of Life.